# رایان بروب
رایان بروب (به انگلیسی: Ryan Berube) (زادهٔ ۲۶ دسامبر ۱۹۷۳) شناگر اهل ایالات متحده آمریکا است.